# Col de San Quilico
Pour les articles homonymes, voir San Quilico.
Le col de San Quilico (autres noms : collo di San Quilico sur Géoportail, Bocca di San Quilicu en corse) est l'un des principaux cols de Corse.  Il est un col routier sur la route territoriale 20, entre Corte et Ponte-Leccia (Morosaglia) en Haute-Corse.

## Géographie

### Situation
Le col de San Quilico est un col « à cheval » sur Soveria au nord et Tralonca au sud, ces communes étant adhérentes au parc naturel régional de Corse, dans son « territoire de vie » appelé Centru di Corsica.

### Topographie
Le col de San Quilico se trouve à l’altitude de 559 m, au plus bas de la ligne de crête d’un chaînon montagneux orienté dans un axe ouest-est, reliant le Pinerole (1 951 m) à l’ouest, à  la Punta di l’Ernella (1 473 m) à l’est, via la forêt territoriale de Lorca, Bocca d’Ominanda (654 m) et le Pinzalaccio (811 m), soit une grande partie de la ligne de crête délimitant les communes de Soveria et de Tralonca.
La section du chaînon montagneux comportant le col de San Quilico partage le sillon dépressionnaire central de l'île en  deux zones :
- au nord, la cuvette de Ponte-Leccia ;
- au sud, le Cortenais.

San Quilico fait ainsi communiquer la vallée du Golo, Bastia et la Balagne au nord, avec au sud, le Centre Corse (Centru di Corsica), la vallée du Tavignano et la côte orientale de l"île, et au-delà du col de Vizzavona, Ajaccio et la côte occidentale.
Dans un environnement immédiat, se trouvent :
- au nord, le vallon du ruisseau de Forcalello[2] (ou ruisseau de Santa Maria son autre nom en aval), affluent du ruisseau de Sumano[3] tributaire du fleuve Golo ;
- au sud, celui du ruisseau de San Quilico[4] (ou ruisseau de Bistuglio), tributaire du fleuve Tavignano près de la déchetterie, sur la commune de Corte.

Sur le versant septentrional, la couverture végétale est composée de bosquets de chênes verts et chênes-lièges, plus verdoyante qu’à l’adret où ne pousse qu'un maquis bas et clairsemé.

## Histoire

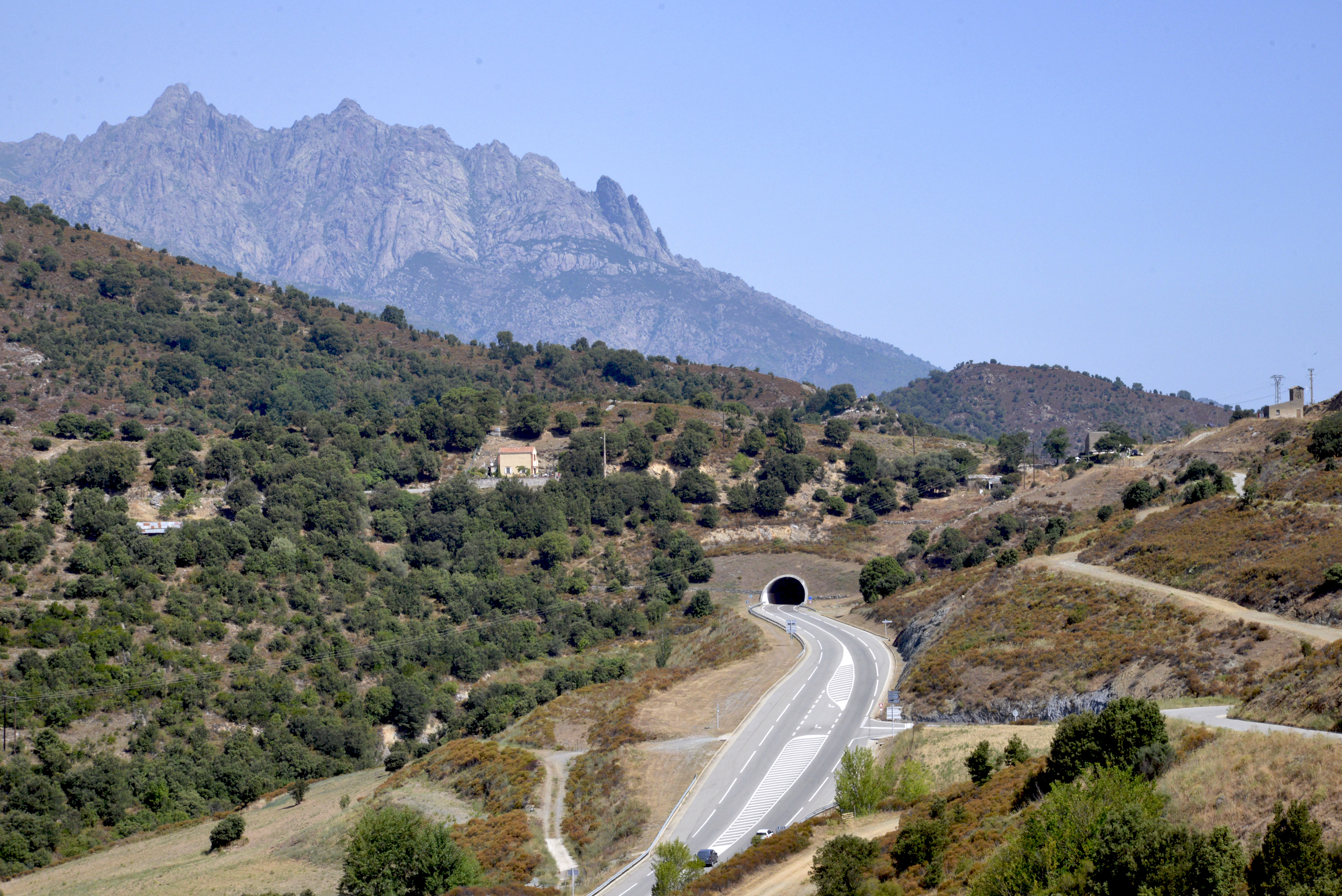
Vue du col et du tunnel de San Quilico

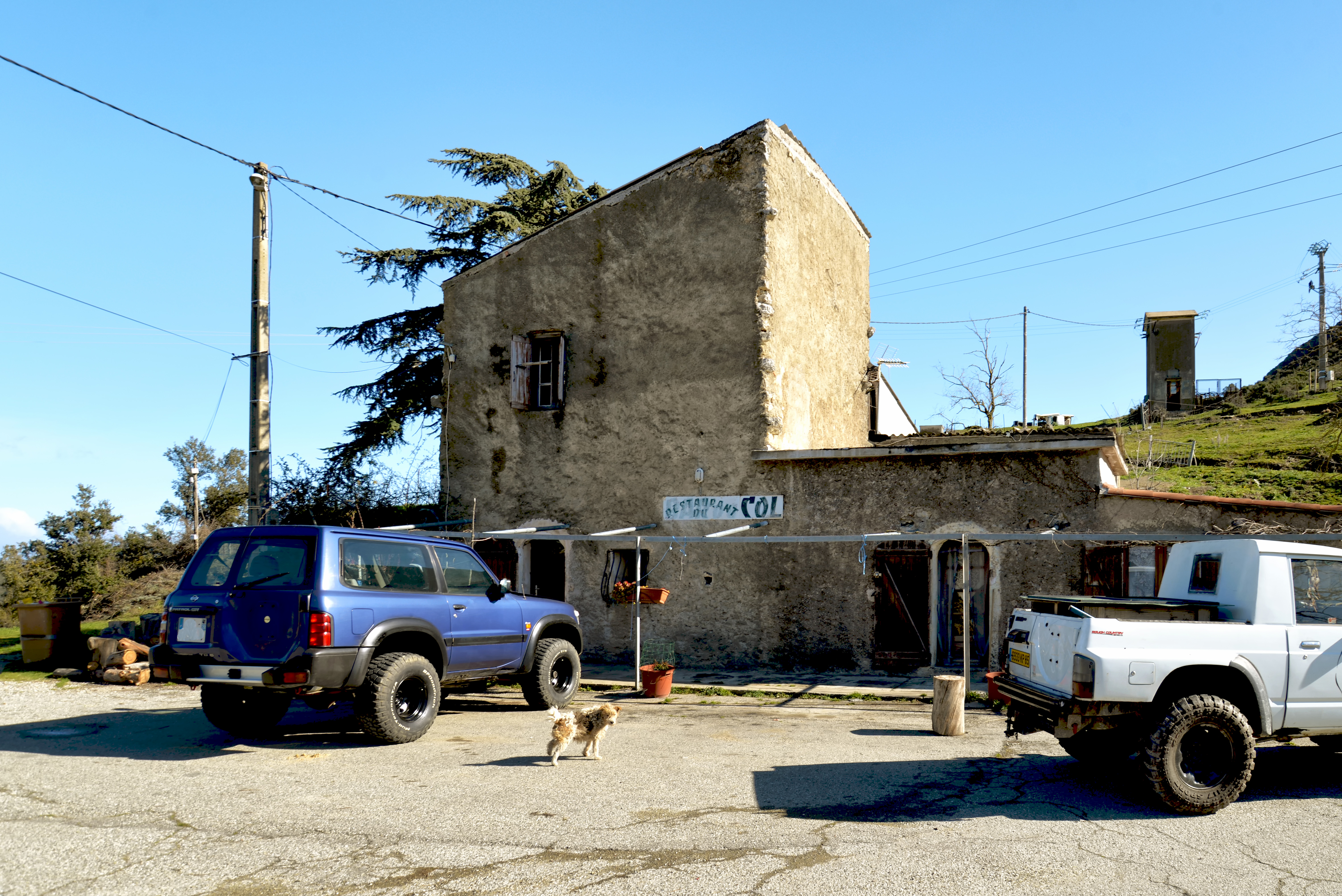
L'ancien « Restaurant du Col »

San Quilico est un col routier où se fait la jonction des routes N 193 et D41. Il doit son nom à un sanctuaire se trouvant plus au nord sur la commune de Soveria.
Dans les années 1880, un tunnel ferroviaire long de 500 mètres, est percé à une altitude moyenne de 495 mètres sous le col, pour la mise en service sur la ligne Ajaccio – Bastia, supprimant l’obstacle de San Quilico.
En 1996, la déviation de Corte est créée. En 1998-1999, un tunnel routier d’une longueur de 280 m est percé sous le col de San Quilico, au-dessus du tunnel ferroviaire, pour le nouveau tracé de l’ex route nationale 193. L'établissement présent, à l'enseigne « Restaurant du Col », a dû fermer ses portes.
En 2002, est ouverte à la circulation la nouvelle liaison Corte - Soveria, comprenant un tunnel et redressant la tortueuse section passant par Bistuglio et le col de San Quilico.
Le 30 janvier 2014, l'ex-route nationale 193 passant au col prend officiellement le nom de T203. Elle devient une bretelle à la route territoriale 20 qui dessert le hameau de Bistuglio. Quant à la route D41, son démarrage du col subsiste malgré l'ouverture d'un nouvel accès à celle-ci 300 m après la sortie méridionale du tunnel routier.